# Villaines-la-Juhel
Villaines-la-Juhel – miejscowość i gmina we Francji, w regionie Kraj Loary, w departamencie Mayenne.
Według danych na rok 1990 gminę zamieszkiwało 3171 osób, a gęstość zaludnienia wynosiła 110 osób/km² (wśród 1504 gmin Kraju Loary Villaines-la-Juhel plasuje się na 149. miejscu pod względem liczby ludności, natomiast pod względem powierzchni na miejscu 308.).